# キリスト教民主党 (スウェーデン)
キリスト教民主党(スウェーデン語: Kristdemokraterna)は、スウェーデンの政党。
設立は1964年だが、議会に議席を持ったのは1985年になってからである。1991年からは中央党と選挙協力を行っている。
イデオロギーとしては自由主義神学であり、支持組織はスウェーデンの国教であるルーテル教会、政治的な位置付けは中道右派。高齢者と若い家族に支持者が多い。

## 政策
- 老人福祉の向上
- 家庭での子育て
- 企業に対する規制緩和、経済成長と失業対策としての減税